# Boletina trivittata
Boletina trivittata är en tvåvingeart som först beskrevs av Johann Wilhelm Meigen 1818.  Boletina trivittata ingår i släktet Boletina och familjen svampmyggor. Arten är reproducerande i Sverige. Inga underarter finns listade i Catalogue of Life.